# Erica van Lente
Erica van Lente (Arnhem, 10 augustus 1979) is een Nederlands politica en bestuurster. Ze is lid van de PvdA. Sinds 9 juli 2024 is ze burgemeester van Midden-Groningen.

## Maatschappelijke carrière
Na het vwo studeerde Van Lente drie maanden Weg- en Waterbouwkunde aan de Universiteit Twente, maar stapte over naar Romaanse Talen en Culturen aan de Rijksuniversiteit Groningen. Daar studeerde ze in november 2001 af in Frans en Spaans. Daarna ging ze naar de Universiteit Utrecht als aio waar ze een proefschrift schreef over taalverwerving bij kleine Franse kinderen. Dit paste echter niet bij haar en ze keerde na een jaar terug naar Groningen.
Van 2003 tot 2010 werkte ze in adviserende functies op het gebied van public en regulatory affairs bij de Gasunie. Van 2011 tot 2014 was ze hoofd strategie & communicatie bij het Agentschap Telecom en in 2014 senior adviseur external affairs bij de NAM. Van 2015 tot 2017 was ze directeur-bestuurder van VerbindDrenthe (Stichting Breedbandplatform Drenthe).

## Politieke carrière
Namens de PvdA was Van Lente van 2010 tot 2014 gemeenteraadslid in Groningen, vanaf 2013 als fractievoorzitter. Ze was er lid van de raadscommissies Onderwijs & Welzijn en Ruimte & Wonen. Vanaf 1 februari 2017 was ze waarnemend burgemeester van Bedum. Op 1 januari 2019 fuseerde Bedum samen met Winsum, Eemsmond en De Marne tot Het Hogeland waarmee er een eind kwam aan haar ambt.
Van 14 januari 2019 tot 9 juli 2024 was Van Lente burgemeester van Dalfsen. Op 7 februari 2024 werd ze benoemd tot Beste Bestuurder 2023 van een kleine gemeente (tot 35.000 inwoners), dat wordt georganiseerd door Binnenlands Bestuur en Necker. Op 9 juli 2024 werd ze burgemeester van Midden-Groningen.
Als burgemeester van Midden-Groningen kreeg Van Lente openbare orde & veiligheid, NPG (inclusief coördinatie dorpsplannen), dienstverlening, participatie, gebiedsgericht werken, communicatie, juridische zaken, regionale samenwerking (inclusief Toekomstagenda), vluchtelingenopvang, beleidscoördinatie, discriminatiebeleid, interbestuurlijk toezicht, informatisering & automatisering en P&O beleid/organisatie in haar portefeuille.

## Nevenfuncties
Naast haar nevenfuncties ambtshalve werd Van Lente lid van de raad van toezicht van Hogeschool Windesheim en voorzitter van de referendumcommissie van de gemeente Zwolle. Voorheen was ze voorzitter van de raad van toezicht van Cosis en lid van het college van de Commissie Bodemdaling.

## Persoonlijk
Van Lente is geboren in Arnhem. Nog voor haar tweede verjaardag verhuisde ze naar Lelystad. In 1997 verhuisde ze van Enschede naar Groningen. Ze woont samen met haar partner.